# Nacionalidad paraguaya
La nacionalidad paraguaya o ciudadanía paraguaya es el vínculo civil entre los individuos nacidos en Paraguay, hijos de padres paraguayos, los nacidos fuera de Paraguay hijos de padres paraguayos o los que adquieren la nacionalidad por adopción y el Estado paraguayo.
Paraguay es un estado miembro del Mercosur y un estado asociado de la Comunidad Andina, por lo tanto, todas las personas que sean titulares de un pasaporte paraguayo o una  cédula de identidad paraguaya tienen derecho a circular, trabajar y vivir libremente sin necesidad de un visado en cualquier país de América del Sur, excepto Venezuela, Surinam, y Guyana.

## Nacimiento en Paraguay
Toda persona nacida dentro del territorio paraguayo automáticamente adquiere la nacionalidad paraguaya al momento de nacer y es paraguayo por nacimiento, sin importar la nacionalidad de sus progenitores. La única excepción se aplica a los hijos de personas al servicio de un gobierno extranjero (como diplomáticos extranjeros).

## Nacionalidad paraguaya por descendencia
El pasaporte paraguayo se puede utilizar como prueba de nacionalidad paraguaya
Aunque basado en su mayor parte en el principio de Jus soli, la ley paraguaya autoriza la adquisición de la nacionalidad paraguaya por descendencia ( jus sanguinis ) en dos casos:
- una persona nacida fuera de Paraguay de un padre paraguayo que está al servicio del gobierno de Paraguay se considera paraguayo; y
- una persona nacida fuera del Paraguay de padre paraguayo se considera paraguaya, siempre que esté empadronada con padre paraguayo.

## Naturalización
Los extranjeros podrán solicitar la nacionalidad paraguaya si cumplen con los siguientes requisitos:
- ser mayor de 18 años.
- residente permanente en Paraguay por al menos 3 años.
- tener un buen comportamiento siguiendo la ley.

## Doble nacionalidad
La doble nacionalidad está permitida bajo la constitución de Paraguay sobre una base de reciprocidad, lo que significa que a menos que Paraguay tenga un acuerdo bilateral con otra nación, esa otra nacionalidad no está permitida. A partir de 2020, los únicos países que tienen un acuerdo de reciprocidad en cuanto a la doble nacionalidad con Paraguay son España e Italia.

## Pérdida de la nacionalidad
En Paraguay, existe una distinción por pérdida de nacionalidad entre los nacionales nacidos en Paraguay y los que se han naturalizado. En esta última categoría, la naturalización en otro país o la expatriación del país por más de tres años sin permiso, produce la pérdida de la nacionalidad, conforme a lo dispuesto en el artículo 150 de la Constitución Nacional del Paraguay,  y debe iniciarse el proceso correspondiente por un individuo o una agencia, por ejemplo, el departamento de Migración. Paraguay no acepta la doble nacionalidad de las personas naturalizadas.